# Klawdi Michailowitsch Bogoljubow
Klawdi Michailowitsch Bogoljubow (russisch Клавдий Михайлович Боголюбов; geboren 1909; gestorben am 26. Februar 1996 in Moskau) war ein sowjetischer Politiker und von 1982 bis 1985 Leiter der allgemeinen Abteilung des Zentralkomitees der KPdSU.

## Leben
Bogoljubow wurde 1938 Mitglied der sowjetischen KP und schloss im folgenden Jahr das Pädagogische Institut in Leningrad ab. In den Jahren 1944 bis 1963 arbeitete er im Apparat des ZK. Von 1968 bis 1982 war er der erste Stellvertreter und bis 1985 Leiter der allgemeinen Abteilung im ZK, ehe er in den Ruhestand ging. Er verstarb 1996 in Moskau und wurde auf dem Friedhof Trojekurowo beerdigt.

## Auszeichnungen
Bogoljubow erhielt verschiedene sowjetische Auszeichnungen, wie den Held der sozialistischen Arbeit.